# Tinton Falls
Tinton Falls é um distrito localizado no estado americano de Nova Jérsei, no Condado de Monmouth.

## Demografia
Segundo o censo americano de 2000, a sua população era de 15.053 habitantes.
Em 2006, foi estimada uma população de 17.082, um aumento de 2029 (13.5%).

## Geografia
De acordo com o United States Census Bureau tem uma área de 40,5 km², dos quais 40,4 km² cobertos por terra e 0,1 km² cobertos por água.

## Localidades na vizinhança
O diagrama seguinte representa as localidades num raio de 8 km ao redor de Tinton Falls.